# Кунтуриотика
Кунтуриотика (греч. Κουντουριώτικα) — район Афин, который простирается от проспекта Королевы Софии, мимо района Гизи, к холму Ликавит.
Земля была выкуплена муниципалитетом Афины в 1878 году. В то время всю территорию района занимали сельскохозяйственные угодья. Постепенно выросли проспект Александра, три крупные больницы и роддом, основанные Еленой Венизелос, церкви святых Саввы, Надежды; Георгиос Аверофф построил здесь военное училище. 
Своё название район получил по фамилии Президента Греции Павлоса Кунтуриотиса, который в период греко-турецкого обмена населением позволил переселенцам селиться в этом районе.